# Sue Jones-Davies
Sue Jones-Davies, född 1 januari 1949 i Wales, är en brittisk skådespelare, sångerska och lokalpolitiker. Jones-Davies är känd  för rollen som Judith Iscariot i  Monty Python-filmen Ett herrans liv (1979). Hon var borgmästare i Aberystwyth 2008–2009. 

## Filmografi i urval
- 1975–1976 – How Green Was My Valley (Miniserie)
- 1977 – Rock Follies of '77 (TV-serie)
- 1979 – Ett herrans liv
- 1981 – The Life and Times of David Lloyd George (Miniserie)
- 1981 – En förlorad värld (TV-serie)
- 1988 – French & Saunders (TV-serie)
- 1994 – Casualty (TV-serie)
- 1997 – Ön i fågelgatan
- 1998 – The Theory of Flight
- 1999 – Solomon & Gaenor
- 2001 – The Bench (TV-serie)